# Hurricane Lane
Hurricane Lane est un cheval de course anglais né en 2018, entrainé par Charlie Appleby pour l'écurie Godolphin.

## Carrière
Acquis yearling par Godolphin pour 200 000 guinées, une somme modeste pour un yearling de Frankel, Hurricane Lane débute victorieusement à 2 ans dans un maiden disputé à Newmarket. S'il fait des débuts tardifs, son année classique commence précocement puisqu'il reparaît en compétition dès avril dans une course à conditions à Newbury, signant une victoire qui le place parmi les poulains en vue pour le Derby d'Epsom. Son succès dans les Dante Stakes le propulse même au deuxième rang du betting du Derby, derrière un représentant de Coolmore, Bolshoi Ballet. Dans le plus célèbre des classiques, Hurricane Lane fait bonne figure malgré la perte de ses fers dans la ligne droite, et sauve l'honneur des favoris en prenant la troisième place tandis que son compagnon de couleur Adayar, un autre fils de Frankel, s'envole vers une victoire inattendue, suivi par le gros outsider Mojo Star. 
Malgré cette troisième place, Hurricane Lane n'est toujours pas les honneurs du betting trois semaines plus tard lorsqu'il s'aligne au départ de l'Irish Derby. On lui préfère encore un poulain Coolmore, High Definition en l'occurrence. C'est pourtant bien lui qui s'impose, et décroche un premier succès de groupe 1. La suite se déroule à Paris : Hurricane Lane enchaîne un troisième sommet en cinq semaines, le Grand Prix de Paris où, enfin, on le regarde en favori. Il y réalise la meilleure performance de sa carrière, s'envolant dans la ligne droite et laissant à six longueurs et plus le Coolmore Wordsworth et l'Anglais Alenquer, qui avant de manquer le Derby avait battu Adayar. Il a enfin le droit à des vacances. 
De retour à l'automne, Hurricane Lane fait valoir sa tenue du côté de Doncaster en décrochant un second classique, le St. Leger, en devançant facilement Mojo Star. Le voilà parmi les prétendants du Prix de l'Arc de Triomphe, en dépit de cette terrible statistique : aucun des 22 vainqueurs du plus vieux classique du monde ayant tenté sa chance à Longchamp trois semaines plus tard n'a pu réaliser le doublé, pas même le grand Nijinsky dans ce qui constitua "la surprise du siècle" en 1970. Avec ses six victoires en sept courses, Hurricane Lane s'élance finalement en favori dans la centième édition de l'Arc, devant la jument de l'Aga Khan Tarnawa, son compagnon d'écurie Adayar, qui a confirmé sa victoire dans le Derby par un franc succès dans les King George & Queen Elizabeth Stakes, et la Coolmore Snowfall, qui a pulvérisé ses contemporaines dans les Oaks, qu'elle a survolées de seize longueurs, un record. Tous feront à l'arrivée, mais tous devront s'incliner devant un extrême outsider, l'Allemand Torquator Tasso, 68/1, qui en profitant d'un terrain collant, réalise l'une des plus grandes surprises de l'histoire de l'Arc. Tarnawa est deuxième devant Hurricane Lane et Adayar, Snowfall est sixième.  
La suite de la carrière de Hurricane Lane est plus heurtée. Après huit mois d'absence, il fait une rentrée en demi-teinte dans les Hardwicke Stakes avant d'échouer totalement dans le Grand Prix de Saint-Cloud remporté par la future Arc-winner Alpinista. Victime de problèmes de santé, il reste dix mois sur la touche avant un retour peu rassurant dans les John Porter Stakes en avril 2023. Sa carrière semble désormais derrière lui, et pourtant il remporte une victoire saisissante dans les Jockey Club Stakes. Chant du cygne, en réalité : un mois plus tard, il termine dans le lointain à l'arrivée de la Coronation Cup, sa dernière apparition en course.  

### Résumé de carrière
| Date         | Hippodrome  | Pays        | Course                    | Statut      | Distance    | Jockey        | Place       | Écart       | Vainqueur ou deuxième |
| 2020, 2 ans  | 2020, 2 ans | 2020, 2 ans | 2020, 2 ans               | 2020, 2 ans | 2020, 2 ans | 2020, 2 ans   | 2020, 2 ans | 2020, 2 ans | 2020, 2 ans           |
| ------------ | ----------- | ----------- | ------------------------- | ----------- | ----------- | ------------- | ----------- | ----------- | --------------------- |
| 21 octobre   | Newmarket   | Royaume-Uni | Maiden                    |             | 1 600 m     | Adam Kirby    | 1er / 5     | 2           | Parachute             |
| 2021, 3 ans  |             |             |                           |             |             |               |             |             |                       |
| 16 avril     | Newbury     | Royaume-Uni | Condition Stakes          |             | 2 000 m     | William Buick | 1er / 7     | 1           | Maximal               |
| 13 mai       | York        | Royaume-Uni | Dante Stakes              | Gr. 2       | 2 100 m     | William Buick | 1er / 10    | 3/4         | Megallan              |
| 5 juin       | Epsom       | Royaume-Uni | Derby                     | Gr. 1       | 2 400 m     | William Buick | 3e / 11     | 7 ¾         | Adayar                |
| 26 juin      | Curragh     | Irlande     | Irish Derby               | Gr. 1       | 2 400 m     | William Buick | 1er / 11    | encolure    | Lone Eagle            |
| 14 juillet   | Longchamp   | France      | Grand Prix de Paris       | Gr. 1       | 2 400 m     | William Buick | 1er / 11    | 6           | Wordsworth            |
| 11 septembre | Doncaster   | Royaume-Uni | St. Leger                 | Gr. 1       | 2 920 m     | William Buick | 1er / 10    | 2 ¾         | Mojo Star             |
| 3 octobre    | Longchamp   | France      | Prix de l'Arc de Triomphe | Gr. 1       | 2 400 m     | James Doyle   | 3e / 14     | 3/4         | Torquator Tasso       |
| 2022, 4 ans  |             |             |                           |             |             |               |             |             |                       |
| 18 juin      | Ascot       | Royaume-Uni | Hardwicke Stakes          | Gr. 2       | 2 400 m     | William Buick | 3e / 7      | 4 ½         | Broome                |
| 3 juillet    | Saint-Cloud | France      | Grand Prix de Saint-Cloud | Gr. 1       | 2 400 m     | William Buick | 8e / 9      | 11 ½        | Alpinista             |
| 2023, 5 ans  |             |             |                           |             |             |               |             |             |                       |
| 22 avril     | Newbury     | Royaume-Uni | John Porter Stakes        | Gr. 3       | 2 400 m     | William Buick | 7e / 7      | 19          | Grand Alliance        |
| 5 mai        | Newmarket   | Royaume-Uni | Jockey Club Stakes        | Gr. 2       | 2 400 m     | William Buick | 1er / 5     | 6           | West Wind Blows       |
| 2 juin       | Epsom       | Royaume-Uni | Coronation Cup            | Gr. 1       | 2 400 m     | William Buick | 5e / 5      | 14 ½        | Emily Upjohn          |

## Au haras
En dépit de ses performances classiques, Hurricane Lane est dirigé vers une jumenterie d'obstacles. Il rejoint Coolmore National Hunt, autrement dit le grand rival de Godolphin, en Irlande, et fait la monte à 5 000 €.   

## Origines
Hurricane Lane est un fils de l'illustre Frankel, l'un des plus grands champions de l'histoire des courses, devenu l'un des meilleurs étalons de la planète, monnayant ses services à quelque £ 350 000 la saillie.
Gale Force, la mère de Hurricane Lane, avait été acquise yearling pour une somme modeste, 15 000 guinées, puis a remporté une Listed en France avant d'être vendue à la sortie de l'entraînement pour 270 000 guinées. Son premier produit, Frankel's Storm, une fille de Frankel, donc, s'est placée dans une Listed en Allemagne. L'année suivante, elle mit bas Hurricane Lane avant d'être une nouvelle fois vendue en 2019, cette fois pour 300 000 guinées, pleine d'Australia. Au printemps précédent, elle avait donné naissance à Sweet William, un fils de Sea The Stars qui allait devenir l'un des meilleurs stayers européens, lauréat de la Doncaster Cup (Gr.2), des Henry II Stakes (Gr.3), deuxième de la Goodwood Cup et de la British Champions Long Distance Cup et troisième de la Gold Cup. En 2024, un fils de Frankel et Gale Force, qui sera nommé Tornado Tower, fait afficher 850 000 guinées aux ventes de yearlings. Gale Force est une sœur de la bonne Sea of Approval (par Authorized), lauréate des British Champions Fillies' and Mares' Stakes. Leur mère, Hannda, est issue de l'élevage Aga Khan et appartient à une famille qui a donné Harzand (Derby, Irish Derby) et Emily Upjohn, qui a remporté entre autres la Coronation Cup, la dernière course à laquelle a participé Hurricane Lane. 

### Pedigree
| Origines de Hurricane Lane (IRE), mâle alezan né en 2018 | Origines de Hurricane Lane (IRE), mâle alezan né en 2018 | Origines de Hurricane Lane (IRE), mâle alezan né en 2018 | Origines de Hurricane Lane (IRE), mâle alezan né en 2018 |
| -------------------------------------------------------- | -------------------------------------------------------- | -------------------------------------------------------- | -------------------------------------------------------- |
| Père Frankel 2008                                        | Galileo 1998                                             | Sadler's Wells                                           | Northern Dancer                                          |
| Père Frankel 2008                                        | Galileo 1998                                             | Sadler's Wells                                           | Fairy Bridge                                             |
| Père Frankel 2008                                        | Galileo 1998                                             | Urban Sea                                                | Miswaki                                                  |
| Père Frankel 2008                                        | Galileo 1998                                             | Urban Sea                                                | Allegretta                                               |
| Père Frankel 2008                                        | Kind 2001                                                | Danehill                                                 | Danzig                                                   |
| Père Frankel 2008                                        | Kind 2001                                                | Danehill                                                 | Razyana                                                  |
| Père Frankel 2008                                        | Kind 2001                                                | Rainbow Lake                                             | Rainbow Quest                                            |
| Père Frankel 2008                                        | Kind 2001                                                | Rainbow Lake                                             | Rockfest                                                 |
| Mère Gale Force 2011                                     | Shirocco 2001                                            | Monsun                                                   | Königsstuhl                                              |
| Mère Gale Force 2011                                     | Shirocco 2001                                            | Monsun                                                   | Mosella                                                  |
| Mère Gale Force 2011                                     | Shirocco 2001                                            | So Sedulous                                              | The Minstrel                                             |
| Mère Gale Force 2011                                     | Shirocco 2001                                            | So Sedulous                                              | Sedulous                                                 |
| Mère Gale Force 2011                                     | Hannda 2002                                              | Dr. Devious                                              | Ahonoora                                                 |
| Mère Gale Force 2011                                     | Hannda 2002                                              | Dr. Devious                                              | Rose of Jericho                                          |
| Mère Gale Force 2011                                     | Hannda 2002                                              | Handaza                                                  | Be My Guest                                              |
| Mère Gale Force 2011                                     | Hannda 2002                                              | Handaza                                                  | Hazaradjat (Famille 21-a)                                |